# Conversazioni all'aria aperta
Conversazioni all'aria aperta è un documentario del 2012 diretto da Aurelio Laino e Elena Alessia Negriolli e prodotto da OH!PEN Productions in associazione con Decima Rosa Produzioni.
Il documentario si propone di sviluppare i temi toccati dal cortometraggio Il turno di notte lo fanno le stelle scritto da Erri De Luca e diretto da Edoardo Ponti, ovvero la donazione degli organi, il trapianto ed il rapporto tra l'uomo e la montagna.

## Trama
Ambientato in Trentino, l'obbiettivo del documentario è quello di diffondere consapevolezza sul tema della donazione degli organi. Erri de Luca, attraverso il documentario invita a riflettere sulle tematiche del dono, inteso in senso ampio, dal trapianto e la donazione d'organi, alla montagna, al rapporto tra uomo e natura. Lo scrittore è il punto di partenza di una serie di incontri con i protagonisti che appariranno nel documentario, il tutto con le montagne Trentine sullo sfondo. Nel documentario prestano la loro immagine tra gli altri gli attori Nastassja Kinski ed Enrico Lo Verso, lo scalatore Pietro Dal Pra, donatore di midollo osseo e testimonial di ADMO ed i noti alpinisti Nives Meroi e Romano Benet.
In Conversazioni all'aria aperta appare inoltre un estratto dell'incontro di Erri De Luca e il cast al rifugio Vajolet, nell'ambito degli eventi “I Suoni delle Dolomiti”, il tutto unito da incontri casuali e suggestivi scenari.

## Riconoscimenti
Conversazioni all'aria aperta è stato premiato come "Miglior Documentario" alla decima edizione del Premio città di Imola in occasione del festival Internazionale del Trentino promosso dal Comune di Imola, dalla Fondazione Cassa di Risparmio e dalla sezione del CAI con il contributo della Coop.